# Carrascosa de Abajo
Pour les articles homonymes, voir Carrascosa.
Carrascosa de Abajo est une commune espagnole de la province de Soria en Castille-et-León.